# Børge Monberg
Børge Kjær Monberg (Jægersborg, Gentofte, Danska, 24. kolovoza 1905. — Kalundborg, Danska, 19. lipnja 1990.) je bivši danski hokejaš na travi. 
Na hokejaškom turniru na Olimpijskim igrama 1928. u Amsterdamu je igrao za Dansku. Odigrao je sva četiri susreta. Igrao je na mjestu braniča.
Danska je u ukupnom poredku dijelila 5. – 8. mjesto. U skupini je bila treća, a u odlučujućem susretu u zadnjem kolu u skupini koji je donosio susret za broncu je izgubila od Belgije s 0:1.

## Vanjske poveznice
- Profil na Sports Reference.com  Arhivirana inačica izvorne stranice od 19. svibnja 2011. (Wayback Machine)